# Dichondra nivea
Dichondra nivea là một loài thực vật có hoa trong họ Bìm bìm. Loài này được (Brandegee) Tharp & M.C. Johnst. mô tả khoa học đầu tiên năm 1961.